# 호빵맨 (등장인물)
호빵맨(일본어: アンパンマン Anpanman[*])은 날아라! 호빵맨의 주인공이다. 주인공으로 하늘에서 내려진 생명의 별의 힘을 얻어 잼 아저씨가 직접 만들어 탄생하게 된 귀여운 용사로 착하고 순한 이들을 도와주는 다정한 캐릭터이다. 불의를 보면 참지 못하는 성격으로 악행을 저지르는 이를 보면 응징을 하며 굶주린 이들을 발견하면 자신의 얼굴을 떼어서 먹이기도 한다. 빨간 옷을 입고 노란 부츠, 장갑을 끼고 다니며 갈색 망토를 두르고 있다. 빵으로 만들었기 때문에 얼굴을 떼거나 물에 젖거나 망토가 찢어지면 힘을 쓸 수 없는 약점이 있으며 단팥이 없으면 얼굴을 만들지 못한다는 단점이 있다. 하지만 잼 아저씨를 통해 새로 만들어진 호빵 얼굴을 받게되면 바로 힘이 솟구쳐서 악행하는 이들을 혼내준다. 호빵 펀치를 사용하여 혼내주게 된다.

## 성우
- 토다 케이코 / 이향숙(MBC)
- 이선주(투니버스, 애니맥스, 대원방송)
- 강미형(대교방송)